# Claude Dechastelus
Claude Marie Jean Antoine Dechastelus, né le 28 mars 1798 à Saint-Just-la-Pendue (Loire) et décédé le 6 novembre 1873 à Roanne (Loire), est un homme politique français.

## Biographie[1]
Il avait rempli les fonctions de notaire à Saint-Just-la-Pendue et de juge de paix à Saint-Symphorien-de-Lay, et représentait le même canton au conseil général de la Loire, lorsqu'il fut, le 1er juin 1863, élu, comme candidat officiel du gouvernement, député de la 4e circonscription de la Loire au Corps législatif, par 25 166 voix (29 111 votants, 39 083 inscrits), contre M. de Rainneville, 3 863. Il vota avec la majorité dynastique, et obtint sa réélection, le 24 mai 1869, avec 19 693 voix (30 004 votants, 40 464 inscrits), contre Jules Favre, qui en obtint 10 229. M. Dechastelus soutint jusqu'au bout le gouvernement et vota pour la déclaration de guerre à la Prusse. Il fut aussi maire de Saint-Symphorien-de-Lay. Il rentra dans la vie privée au 4 septembre 1870.

## Mandats

### Mandats parlementaires
- 31 mai 1863 - 27 avril 1869 : Député de la Loire
- 23 mai 1869 - 4 septembre 1870 : Député de la Loire

### Mandats locaux
- 1848 - 1871 : Conseiller général du canton de Saint-Symphorien-de-Lay
- 1864 - 1874 : Maire de Saint-Symphorien-de-Lay

## Décoration

### Décoration
- Chevalier de la Légion d'honneur (1857)[3]

## Source
- « Claude Dechastelus », dans Adolphe Robert et Gaston Cougny, Dictionnaire des parlementaires français, Edgar Bourloton, 1889-1891 [détail de l’édition]